# World Funeral
World Funeral — восьмой студийный полноформатный альбом шведской группы Marduk, выпущенный в 2003 году лейблом Bloddawn Productions.

## Об альбоме
Помимо обычной CD версии релиза он был издан на чёрном виниле, а также picture LP версии (оба издания тиражом в 1500 экземпляров). Кроме того тиражом в 3000 экземпляров бы издан бокс-сет, который включал данный альбом, сингл Hearse и DVD с записью концертного выступления группы на фестивале Party San в 2003 году. Также бокс-сет включал редкое фото группы.
Версия для японского рынка включала в себя два бонус-трека: кавер-версия Phantasm группы Possessed и концертная запись композиции The Black....

## Заимствования
- В качестве вступления к композиции With Satan and Victorious Weapons был использован диалог из фильма Имя розы
- Композиция Blackcrowned основана на пьесе Генри Пёрселла The Queen's Funeral March.

## Список композиций
1. With Satan and Victorious Weapons - 03:51
2. Bleached Bones - 05:20
3. Cloven Hoof - 03:26
4. World Funeral - 03:31
5. To the Death's Head True - 03:58
6. Castrum Doloris - 03:34
7. Hearse - 04:54
8. Night of the Long Knives - 05:31
9. Bloodletting - 05:49
10. Blessed Unholy - 05:02
11. Blackcrowned - 02:18
12. Phantasm[1]
13. The Black...[1]

## Участники записи
- Morgan Steinmeyer Håkansson — гитара
- B. War — бас
- Legion — вокал
- Emil Dragutinovic — ударные